# Kirche Alt Teterin

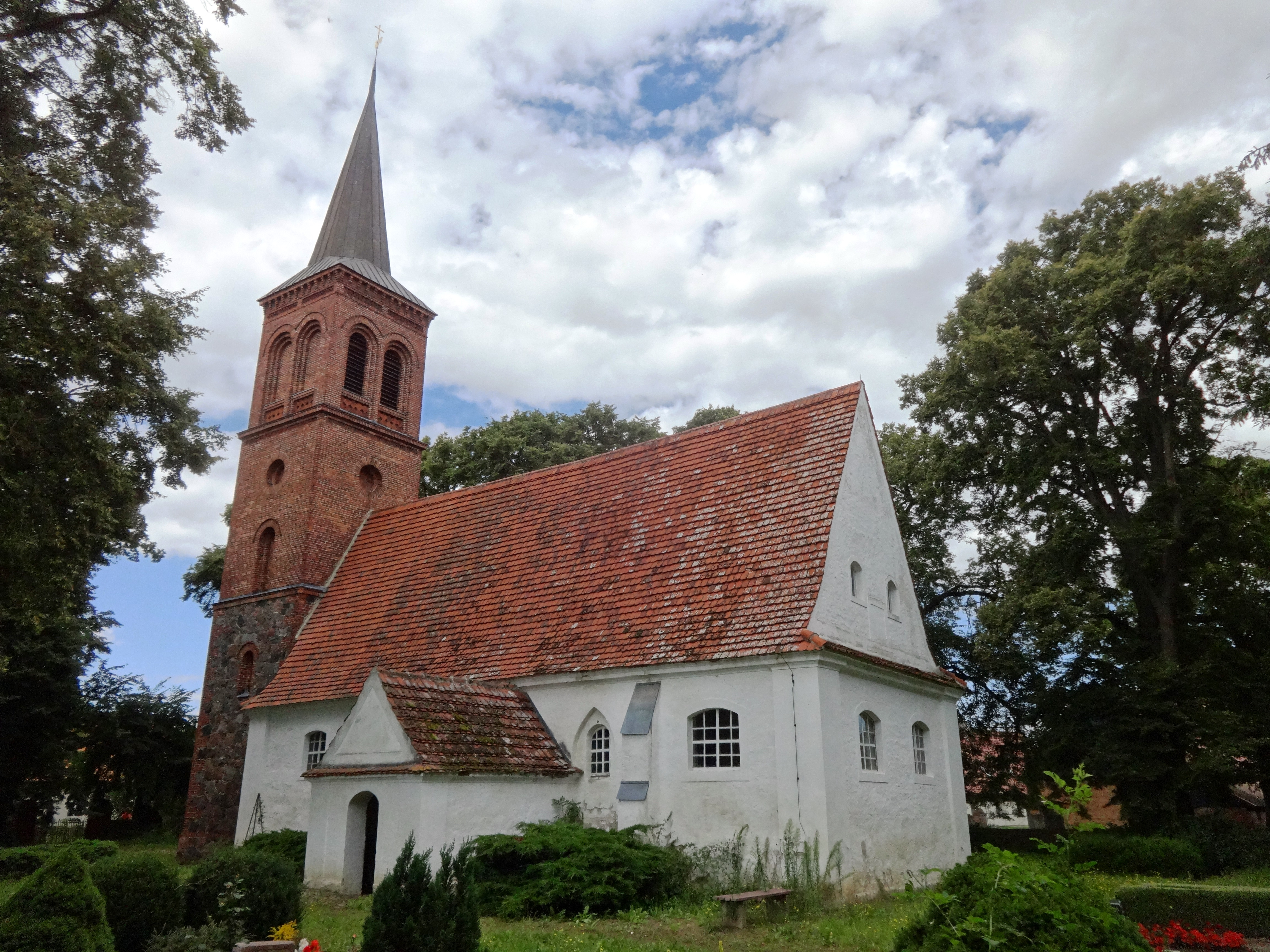
Kirche Alt Teterin

Die evangelische Kirche Alt Teterin ist ein aus dem 15. Jahrhundert stammendes Kirchengebäude im Ortsteil Alt Teterin der Gemeinde Butzow. Die Kirche ist eine der Kirchen der Evangelischen Kirchengemeinde Teterin-Lüskow, die vom Pfarramt Anklam I verwaltet wird und seit 2012 zur Propstei Pasewalk im Pommerschen Evangelischen Kirchenkreis der Evangelisch-Lutherischen Kirche in Norddeutschland gehört. Vorher gehörte sie zum Kirchenkreis Greifswald der Pommerschen Evangelischen Kirche. Die Kirchweihe fand zu Ehren des St. Niclas und des Heiligen Leichnams statt.

## Lage
Durch Alt Teterin führt die gleichnamige Straße, die von Süden kommend im Ort nach Osten abzweigt und auf den historischen Dorfanger führt. Von dort verläuft sie weiter in östlicher Richtung durch den Ort. Innerhalb des Dorfangers umspannt die Straße den Kirchhof mit dem Bauwerk, das durch eine Mauer aus ungeschichteten und unbehauenen Feldsteinen eingefriedet ist.

## Geschichte
Der Sakralbau entstand im Kern aus Findlingen, die im 15. Jahrhundert mit einem rechteckigen Grundriss geschichtet wurden. Der Bau fällt in die Herrschaft derer von Nienkerken, die im benachbarten Neuenkirchen ihren Stammsitz hatten und die Wasserburg Müggenburg besaßen. Sie dürften daher auch das Kirchenpatronat über das Bauwerk besessen haben. Im Jahr 1582 wurde das Bauwerk in einer Urkunde als St.-Niclas-Kirche in Teterin erwähnt. Im 18. Jahrhundert veränderte die Kirchengemeinde das Bauwerk und ließ dabei – für die Zeit eher ungewöhnlich – die Fenster verkleinern. 1778 erhielten die Außenwände einen hellen Putz. Als 1820 zwei Glocken der ursprünglich drei (?) Glocken sprangen, ließ die Gemeinde hieraus eine große gießen, die im 21. Jahrhundert wohl nicht mehr vorhanden ist. 1858 schaffte die Gemeinde eine Orgel von Wilhelm Sauer an und stellte sie auf der Westempore auf. 1863 errichteten Handwerker aus rötlichem Mauerstein auf einem Feldsteinsockel den neugotischen Westturm. Es handelte sich dabei um eine Stiftung des damaligen Gutsbesitzers Carl Gless. 1950 erfolgte eine Restaurierung; 1970 eine Umgestaltung des Innenraums. Bei einer Begutachtung im Jahr 2004 am 1999 in einer Notaktion mit Zinkblech gedeckten Turm wurden erhebliche Schäden an den Auflagern der Spitze festgestellt und die Kirche daraufhin gesperrt. Die Haube wurde nach einer Restaurierung wieder aufgesetzt.

## Baubeschreibung

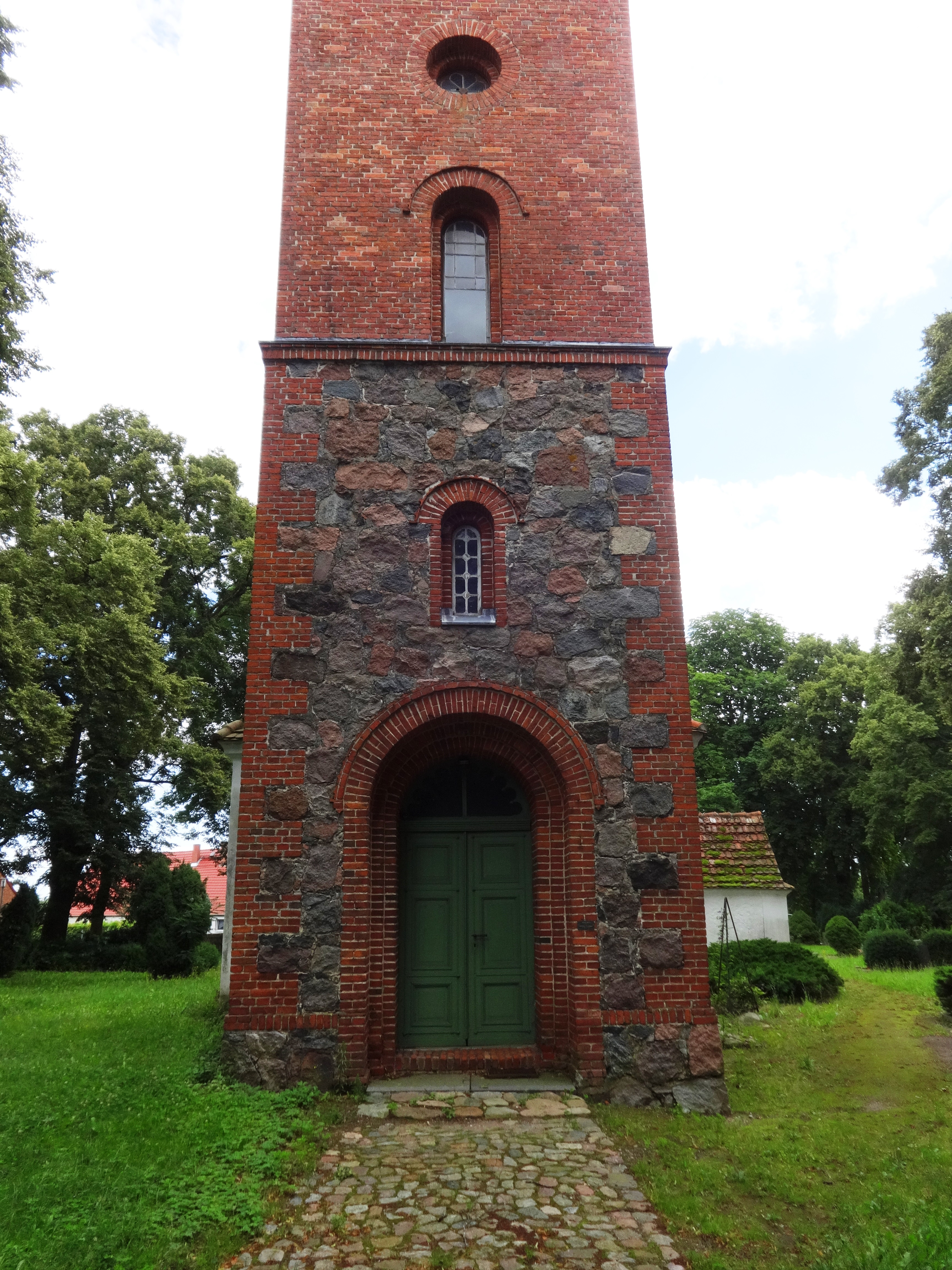
Westportal

Der Chor ist gerade und nicht eingezogen. Die Ecken werden durch breite Lisenen betont, mittig sind zwei kleine segmentbogenförmige Sprossenfenster. Oberhalb eines umlaufenden Gesimses sind im ebenfalls verputzten Giebel zwei weitere, kleinere Fenster. Dazwischen ist eine quadratische Blende, an der sich zu einer früheren Zeit ein Wappenschild befunden haben könnte.
An der südlichen Wand des Kirchenschiffs befinden sich lediglich zwei weitere, ebenfalls vergleichsweise kleine Fenster. Eines ist am westlichen Baukörper, das zweite im Chor. Links neben dem Chor ist ein kleiner, rechteckiger Anbau mit einer segmentbogenförmigen Öffnung, der zu einer Pforte am Bauwerk führt. Er trägt ein Satteldach sowie einen verputzten Giebel. An der Nordseite des Kirchenschiffs ist am Chor ebenfalls ein Fenster. In westlicher Richtung folgt ein zweifach getreppter Strebepfeiler sowie ein weiteres Fenster, das sich jedoch nicht in einer Achse zur südlichen Schiffswand befindet. Das Schiff ist ebenfalls mit einem schlichten Satteldach ausgestattet.
Der Westturm ist quadratisch und stark eingezogen. Sein unteres Geschoss wurde aus rötlichem Mauerstein errichtet, in das behauene Findlinge eingearbeitet wurden. Die Ecken des Bauwerks treten dadurch deutlich hervor. Der Zugang erfolgt über ein großes, rundbogenförmiges Portal mit einem zweifach getreppten Gewände. Darüber ist, wie auch an der Nord- und Südseite, ein schmales und ebenfalls rundbogenförmiges Fenster. Das mittlere Turmgeschoss wird durch ein Gesims vom Erdgeschoss getrennt und wurde gänzlich aus Mauerstein errichtet. An den drei zugänglichen Seiten ist je eine rundbogenförmige Blende, darüber an allen vier Seiten eine kreisförmige, die vermutlich als Vorbereitung für eine Turmuhr verbaut wurde. Das Glockengeschoss ist ebenfalls durch ein weiteres Gesims getrennt. Während an der West- und Ostseite je zwei gekuppelte Klangarkaden zu sehen sind, befinden sich an der Nord- und Südseite je zwei Blenden. Das Geläut der Kirche besteht aus einer mittelalterlichen Glocke und gemäß vorhandener Beschriftung aus der Werkstatt des Meisters Albertus. Außer dem Namen ist auch der folgende Spruch über den Randwulst umlaufend enthalten: O REX GLORIAE CHRISTE VENI CUM PACE (O König der Herrlichkeit, Christus,, kommt mit Frieden). Es folgen ein umlaufender Fries sowie der achtfach geknickte Turmhelm, der mit einem Kreuz abschließt.

## Ausstattung
An der Nordwand steht ein hölzernes Altarretabel aus der Zeit um 1720/1730 mit reich verzierten, geschnitzten Wangen und allegorischen Figuren als Karyatiden, welche die üblicherweise verwendeten Säulen ersetzen. Das schlichte Hauptfeld mit Alpha und Omega kam 1949 hinzu. An der Nordseite steht weiterhin ein Epitaph aus der Zeit um 1400 und erinnert mit Wappen und Inschrift an die derer von Lepel. Die zweite Grabplatte stammt aus dem Jahr 1586 und ist mit zwei Doppelwappen verziert. Es erinnert an Alexander von Eickstedt. In der Turmhalle steht ein weiteres, hölzernes Wappenepitaph, dass an Philipp Bogislaw von Eickstedt erinnert, der 1719 verstarb.
Die Kanzel war von 1778 bis 1949 Teil eines Kanzelaltars. Zur weiteren Kirchenausstattung gehören ein Taufstein aus dem 14. Jahrhundert sowie ein spätgotisches Kruzifix. Das Gestühl stammt, wie auch die Westempore aus dem 17. Jahrhundert. Die Bauteile wurden zur Zeit des Barock unter Verwendung vorhandener Bauteile neu getischlert. Im Kirchenschiff hängen weiterhin zwei Tafeln, die an die Gefallenen aus den Befreiungskriegen sowie an die Toten aus dem Ersten Weltkrieg erinnern. Der Innenraum weist eine flache Balkendecke auf.

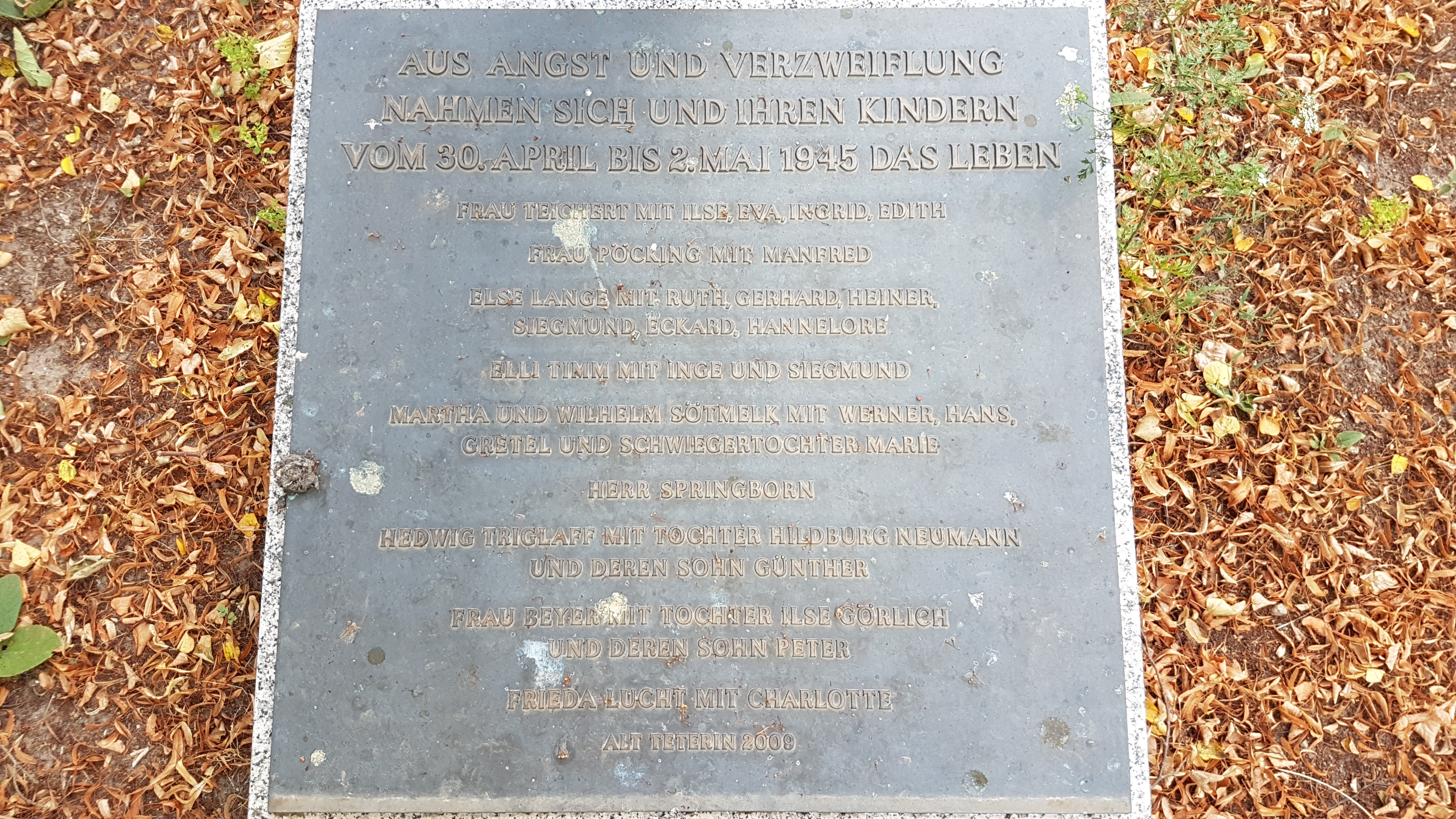
Gedenktafel auf dem Alt Teteriner Friedhof

Auf dem Friedhof erinnert seit 2009 ein Granitkreuz mit einer Bronzetafel an einen Exzess, bei dem in den Tagen nach dem 29. April 1945 insgesamt 32 Kinder und Frauen ums Leben kamen.
Östlich der Kirche steht das um 1850 gebaute Mausoleum der Müggenburger Gutsbesitzerfamilie Gless. Das Bauwerk mit einem rechteckigen Grundriss wurde aus behauenen Findlingen errichtet. Die spitzbogenförmigen, neugotischen Öffnungen sind, wie auch die Ecken des Bauwerks, aus rotem Mauerstein. Im Bauwerk standen bis in die 1950er Jahre insgesamt sieben Särge, darunter auch der von Carl Gless, der die finanziellen Mittel für den Turmbau bereitstellte.